# 温西蒂
温西蒂（西班牙語：Unciti）是西班牙纳瓦拉的一个市镇。总面积37平方公里，总人口231人（2001年），人口密度6人/平方公里。